# Oakley Creek Falls
Die Oakley Creek Falls sind ein Wasserfall im Stadtgebiet von Auckland auf der Nordinsel Neuseelands. Er liegt im Lauf des Oakley Creek, der in nördlicher Richtung in den Waitematā Harbour mündet. Seine Fallhöhe beträgt 6 Meter.
Der Wasserfall liegt in einer Parklandschaft unmittelbar westlich des Geländes des Unitec Institute of Technology im Stadtteil Mount Albert.